# Standing NATO Mine Countermeasures Group 1
Standing NATO Mine Countermeasures Group 1 o SNMCMG1 è uno dei due gruppi navali permanenti di contromisure mine della NATO, dipendente dall'Allied Maritime Command ed è composta principalmente da unità navali di stati che hanno accesso all'Atlantico. Generalmente il gruppo, che è parte della NATO Response Force, è formato da cinque o sei cacciamine, più una nave appoggio con funzioni di comando.
La zona operativa è l'Atlantico settentrionale, dalla Norvegia fino allo stretto di Gibilterra e dall'Irlanda al Baltico.
Dal 1998 SNMCMG1 ha operato anche lungo le coste degli Stati Uniti, del Canada e dell'Islanda.
Alla forza contribuiscono unità navali di sette marine NATO: Belgio, Germania, Paesi Bassi, Norvegia e Regno Unito contribuiscono con continuità, Danimarca e Polonia secondo le esigenze. A partire dal 2005, unità navali di Estonia, Lettonia e Lituania si sono aggiunte alla forza.

## Storia
La forza è stata attivata a Ostenda l'11 maggio 1973, con la denominazione Standing Naval Force Channel (STANAVFORCHAN). STANAVFORCHAN e la forza gemella Mine Counter Measures Force Mediterranean (MCMFORMED) nel giugno 1999 hanno operato in Adriatico per rimuovere gli ordigni disseminati durante l'operazione Allied Force. La forza combinata comprendeva undici tra cacciamine e dragamine e una nave di supporto. L'operazione, denominata Allied Harvest, è iniziata il 9 giugno 1999. Le attività di ricerca sono iniziate tre giorni dopo ed è durata 73 giorni. In totale  furono localizzati 93 ordigni nelle nove aree bonificate per una superficie marina bonificata di 1.041 miglia nautiche quadrate (3.570 km2; 1.379 miglia quadrate).
Dal 3 settembre 2001 la denominazione della forza è stata Mine Countermeasures Force North Western Europe (MCMFORNORTH), fino al 1º gennaio 2005 quando la sua denominazione è diventata Standing NATO Mine Countermeasures Group 1.

## Organizzazione
SNMCMG1 è una componente della NATO Response Force (NRF) la forza di risposta rapida della NATO alle dipendenze del Comando marittimo alleato di Northwood. Il suo scenario operativo è di solito l'Atlantico nordorientale, ma in seguito agli attentati dell'11 settembre 2001 la forza viene anche chiamata ad operare anche nel Mediterraneo nell'ambito dell'operazione Active Endeavour.
Il comandante è il Capitano di fregata Audrius Venckunas della Marina Militare della Lituania.
Il gruppo navale è composto attualmente da:
1. Nave appoggio "N42 Jotvingis", nave ammiraglia SNMCMG1 della Marina Militare Lituana, ex posamine della Reale marina norvegese;
2. Cacciamine "Admiral Cowan (M313)" della Marina Militare dell'Estonia, ex cacciamine della Royal Navy
3. Cacciamine "Måløy M342" della Reale marina norvegese
4. Cacciamine "Grömitz" della Deutsche Marine

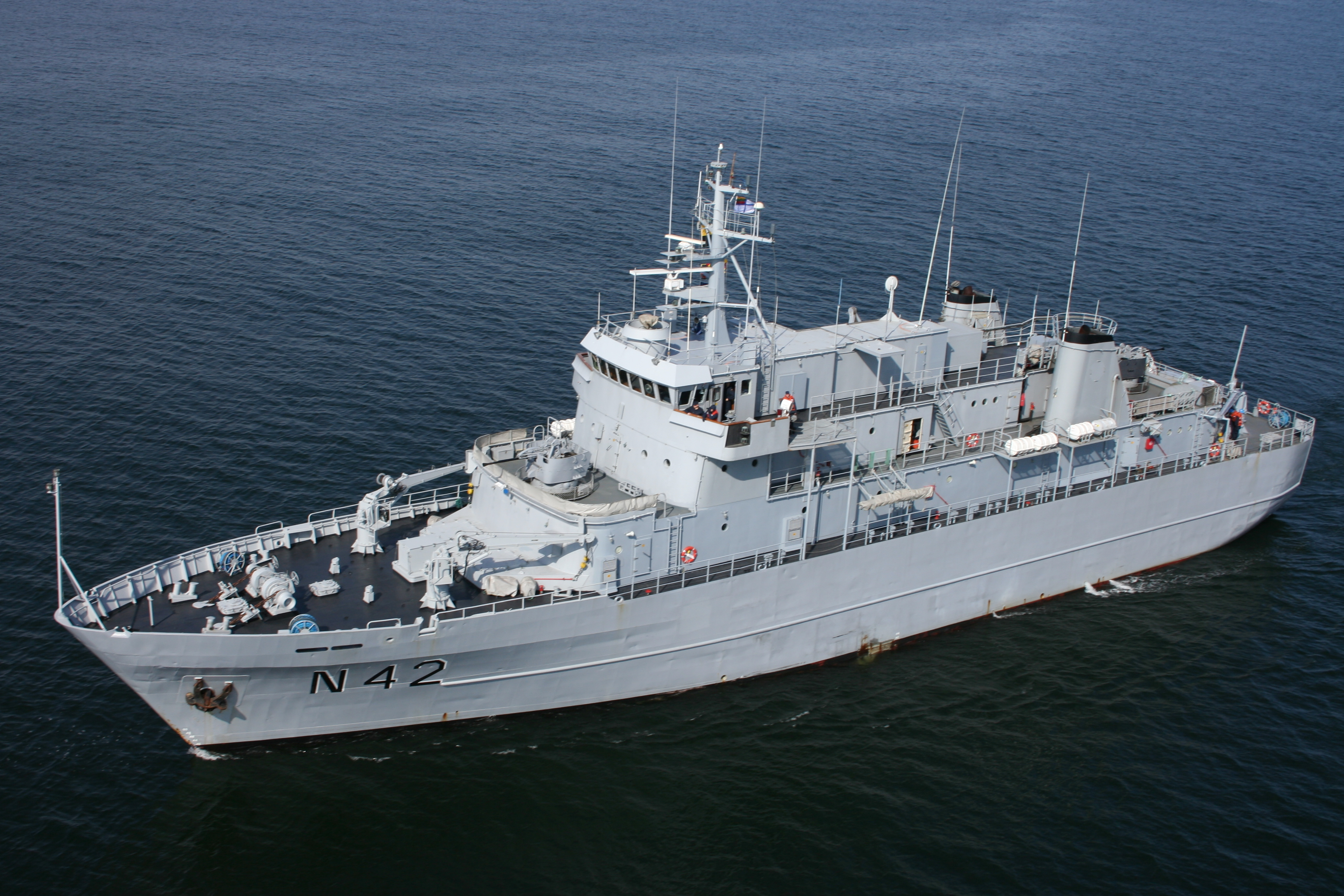
la nave appoggio lituana "Jotvingis" nave ammiraglia SNMCMG1
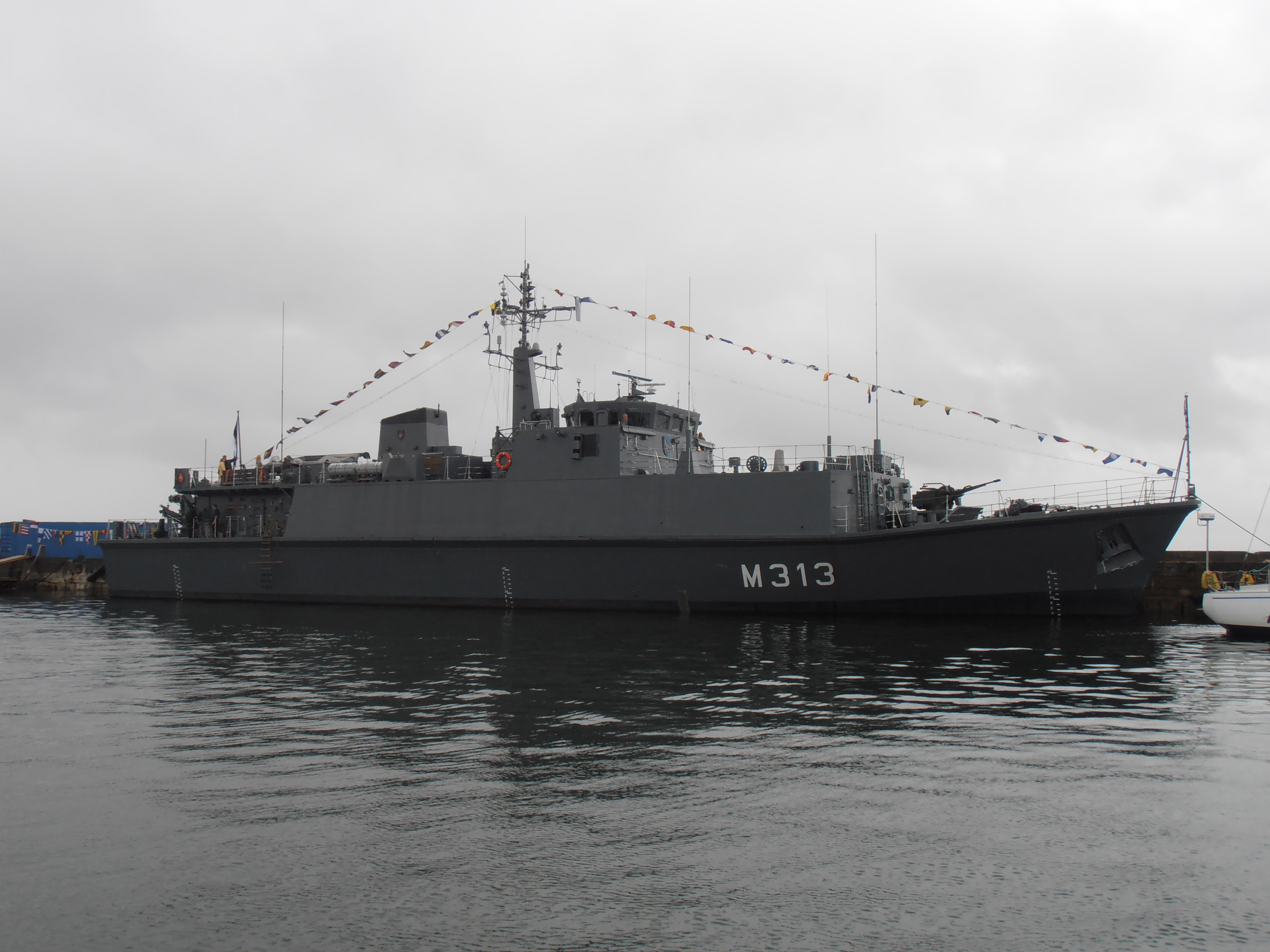
cacciamine estone "Admiral Cowan"
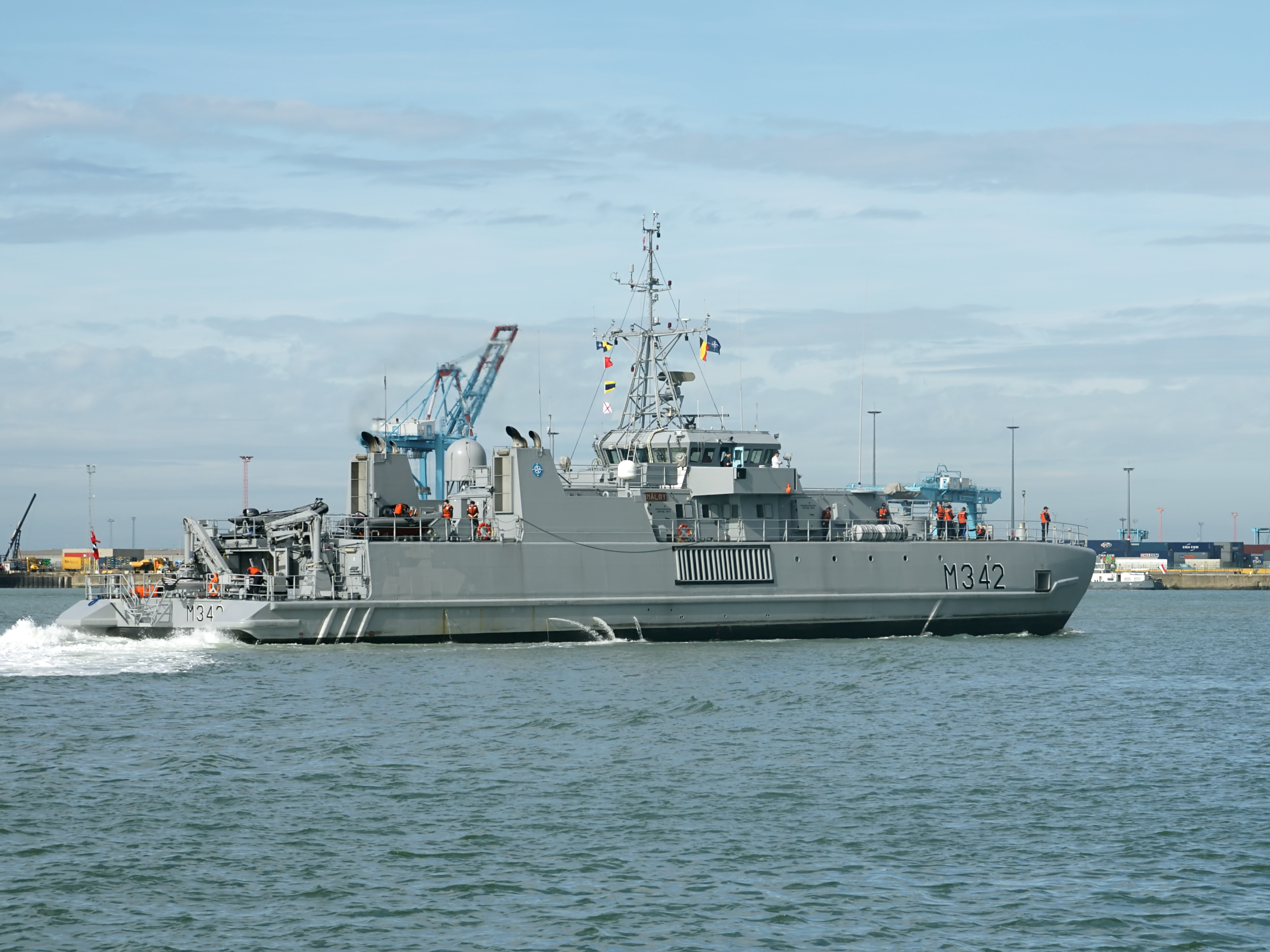
cacciamine norvegese "Måløy"
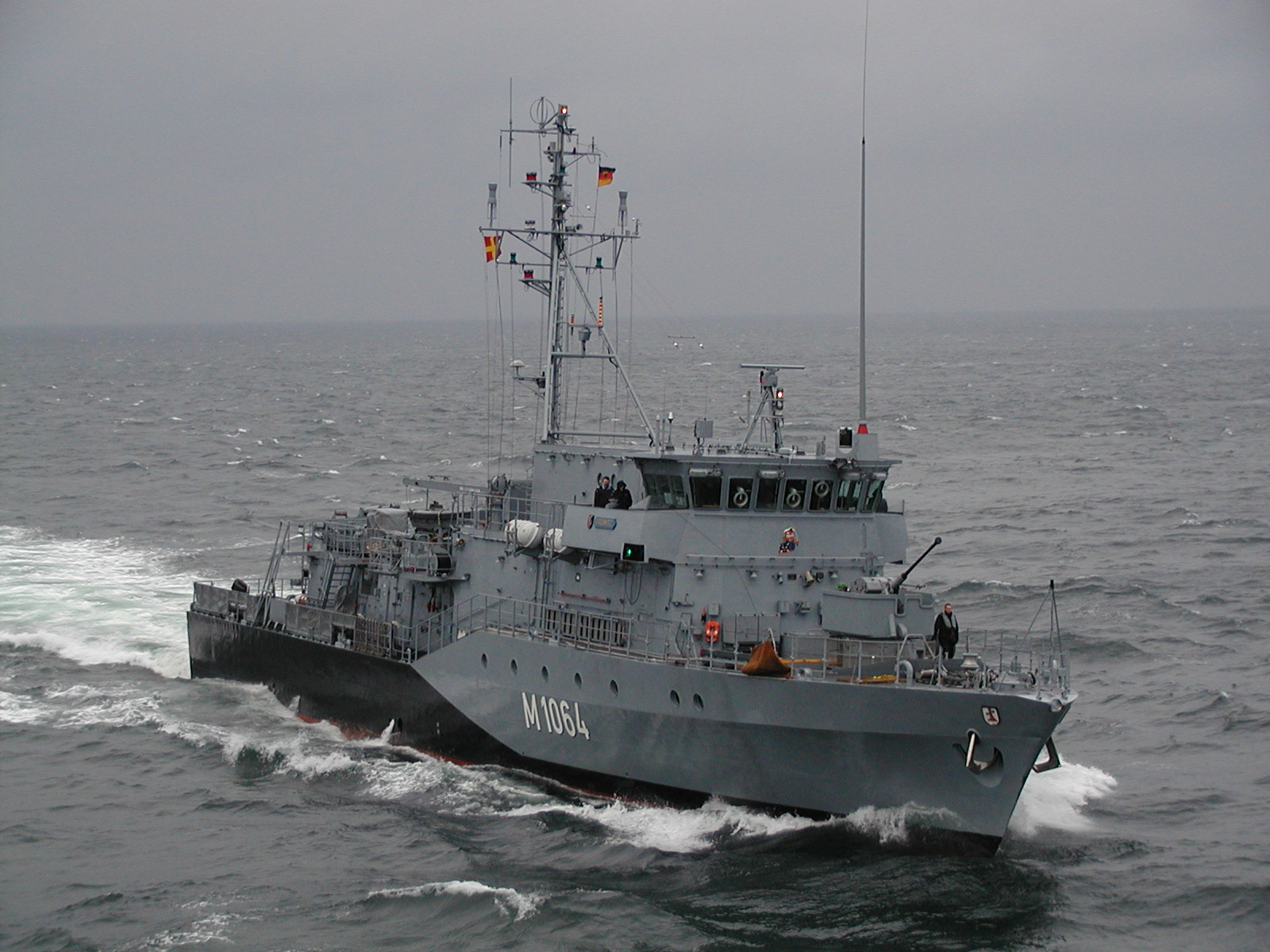
cacciamine tedesco "Grömitz"